# جايسون كونتي
جايسون كونتي (بالإنجليزية: Jason Conti)‏ هو لاعب كرة قاعدة أمريكي، ولد في 27 يناير 1975 في بيتسبرغ في الولايات المتحدة.

## وصلات خارجية
- جايسون كونتي على موقعبيزبول رفرنس.كوم (الدوري الرئيسي) (الإنجليزية)
- جايسون كونتي على موقعبيزبول رفرنس.كوم (الدوري الثانوي) (الإنجليزية)
- جايسون كونتي على موقع مشجعي الرسوم البيانية (الإنجليزية)